# طمع الأشرار (فلم)
طمع الأشرار هو فيلم عراقي عرض في عام 1999.

## الممثلون
- سعاد عبد الله
- عبد الخالق المختار
- جلال كامل
- هاشم سلمان
- عبير فريد
- آلاء شاكر
- ميس كمر
- سوسن شكري
- سعد محسن
- خالد أحمد مصطفى

## وصلات خارجية
الفيلم على موقع يوتيوب